# خروج (فلم)
خروج، فيلم كوميديا وإثارة وكوارث كوري جنوبي من إنتاج عام 2019، من إخراج لي سانغ جيون، وبطولة كل من جو جونغ سوك، إم يونا، وآخرين.
بيعت أكثر من 9.4 مليون تذكرة، وكان ثالث أكثر الأفلام المحلية مشاهدة في كوريا الجنوبية في عام 2019.

## القصة
على الرغم من كون «يونغ نام» أحد أفضل المتسلقين في الجامعة، إلا أنه لم يتخرج. عاطل عن العمل لفترة طويلة. بمناسبة عيد ميلاد والدته السبعين نظم لها حفلة في قاعة استقبال في مبنى في سول. وفجأة أصبحت العاصمة مليئة بالغاز الأبيض الغامض. مع صديقته السابقة «إيوي جو»، عليه أن يصعد في كل مكان لإنقاذ الجميع.

## وصلات خارجية
- مقالات تستعمل روابط فنية بلا صلة مع ويكي بيانات

لا توجد روابط لمواقع التواصل الاجتماعي.